# 针鳞鰆鲹
针鳞鰆鲹（学名：Chorinemus moadetta）为鲹科鰆鲹属的鱼类。分布于红海、印度洋、太平洋热带海区、非洲东岸，包括南海、台湾海峡等海域。